# Mark Williams
Mark James Williams (ibland Mark J. Williams), född 21 mars 1975 i Cwm, Wales, är en professionell snookerspelare och trefaldig världsmästare. Williams blev 2000 den förste vänsterhänte spelaren att vinna VM.

## Karriär

### Början av karriären
Williams blev professionell 1992 som 17-åring, men fick sitt genombrott senare än sina jämnåriga konkurrenter Ronnie O'Sullivan och John Higgins. (Higgins hade redan som tonåring vunnit tre rankingtitlar, och O'Sullivan hade som 17-åring vunnit UK Championship). Williams fick dock vänta till 1996 innan han vann sin första rankingturnering, hemmaturneringen Welsh Open. Inom ett par år hade han även vunnit Grand Prix, British Open och Masters, i den sistnämnda slog han Stephen Hendry i finalen med 10-9 efter att ha legat under med 6-9. Det sista framet avgjordes på respotted black, där Hendry hade en mycket enkel stöt för vinst. Han missade dock, Williams satte returen och vann matchen, hans största seger dittills i karriären.

### Trefaldig världsmästare
I VM 1998 gick Williams till semifinal, och året därpå till final, där han föll mot Stephen Hendry. Williams hade vid den här tiden börjat räknas till "De Fyra Stora", tillsammans med Hendry, John Higgins och Ronnie O'Sullivan. Dessa fyra lade beslag på de flesta av de stora titlarna. År 2000 var det dags för Williams första vinst i VM. I finalen slog han sin landsman Matthew Stevens med 18-16, efter att ha legat under större delen av matchen, bland annat med 7-13. Samma säsong hade han vunnit Thailand Masters och UK Championship, och slutade naturligtvis säsongen som etta på världsrankingen. Hittills i karriären hade Williams vunnit sju rankingtitlar, och hade fått smeknamnet The Welsh Potting Machine tack vare sin förmåga att sänka bollar, ofta från lång distans. Han anses av många vara den bäste attackspelaren i snookerhistorien.
Ingen spelare, ej heller Williams, har lyckats försvara sin första VM titel i The Crucible Theatre. Året efter sin första VM-vinst slogs Williams ut redan i andra omgången av nordirländaren Joe Swail. En vinst i Grand Prix och ytterligare några finalplatser gjorde dock att han behöll platsen som världsetta. Säsongen därpå vann han ytterligare två rankingtitlar, men ett mindre bra VM gjorde att han fick lämna ifrån sig förstaplatsen på rankingen till Ronnie O'Sullivan, 2001 års världsmästare. Säsongen 2002/03 skulle bli den bästa i Williams karriär, när han kom till VM i april hade han under säsongen redan vunnit de två andra stora snookertitlarna, Masters och UK Championship. Trots en skadad kö  gick han till final i VM, där irländaren Ken Doherty stod för motståndet. Det blev en svängig match, Williams ledde med 9-2 men Doherty kom tillbaka till 16-16, innan Williams vann de två sista framen och matchen med 18-16. Därmed blev han den tredje spelaren i historien, efter Steve Davis och Stephen Hendry att vinna de tre stora snookertitlarna under samma säsong.
Williams vann återigen en VM-titel 2018genom att slå John Higgins med 18-16 i finalmatchen. 

### Sviktande form
Efter VM-vinsten 2003 gick karriären långsamt utför för Williams. Han hade åter blivit rankad som världsetta efter sin andra VM-titel, men två säsonger senare hade han fallit till nionde plats, och det var nu inte många som längre räknade honom till de fyra stora. Det fanns dock ljusglimtar, som exempelvis maximumbreaket i första omgången i VM 2005, hans dittills enda maximumbreak i karriären. År 2006 vann Williams sin 16:e rankingtitel i karriären, China Open, men det skulle dröja ända till 2010 innan den 17:e kom, även det China Open. Däremellan hade Williams hunnit ramla ur topp-16, och var nere på 22:a plats på världsrankingen, och funderade då på att avsluta karriären . Han hittade dock tillbaka till sitt spel och tog sig tillbaka in på topp-16 inför säsongen 2009/10. Säsongen 2011/2012 blev han efter att ha nått semifinal i årets VM åter igen rankad som världsetta.

## Privatliv
Williams far jobbade i en gruva i Wales, och tog en dag med sin unge son för att visa hur hårt arbetet var, för att sonen skulle satsa på en annan karriär. Ett tag hade Williams en lovande karriär som boxare, men till slut blev det snooker på heltid. Hans snookerspel har ibland försvårats av att han är färgblind, vilket kan göra det svårt att se skillnad på röd och brun boll.
Williams spelar utöver snooker också gärna poker. Han har två söner tillsammans med sin flickvän Joanne. År 2004 blev han tilldelad orden MBE.

## Titlar

### Rankingtitlar
- VM - 2000, 2003, 2018
- China Open - 2002, 2006, 2010
- Welsh Open - 1996, 1999
- World Grand Prix - 1996, 2000, 2003
- British Open - 1997
- UK Championship - 1999, 2002
- Thailand Masters - 1999, 2000, 2002
- Irish Open - 1998
- German Masters - 2011
- Northern Ireland Open - 2017

### Mindre rankingtitlar
- Players Tour Championship 1 - 2010
- Rotterdam Open - 2013

### Övriga titlar
- Masters - 1998, 2003
- Benson & Hedges Championship - 1994
- Pot Black - 2006
- Nations Cup med Wales - 1999
- Senior-VM i snooker - 2015